# 置地生活廣場 八德
置地生活廣場 八德（Landmark Life Plaza）是一間位於台灣桃園市八德區的社區型購物中心，因引進數間大型專門店，而具備大型零售中心之性質，其前身為2017年開業的廣豐新天地，2021年11月更名。建築總樓板面積約32,500坪（包含停車場及兒美館），商場總樓板面積為16,200坪，營業面積近11,000坪。商場主力核心店有家樂福量販、迪卡儂、國賓影城、彭園婚宴會館及各式主題餐廳，五、六樓空間捐贈予桃園市政府設立「桃園市兒童美術館」使用，然因兒美館已遷至青埔，目前空間閒置中，空間功能待重新定位及轉型。

## 歷史

#### 2016年-2020年

廣豐新天地商標

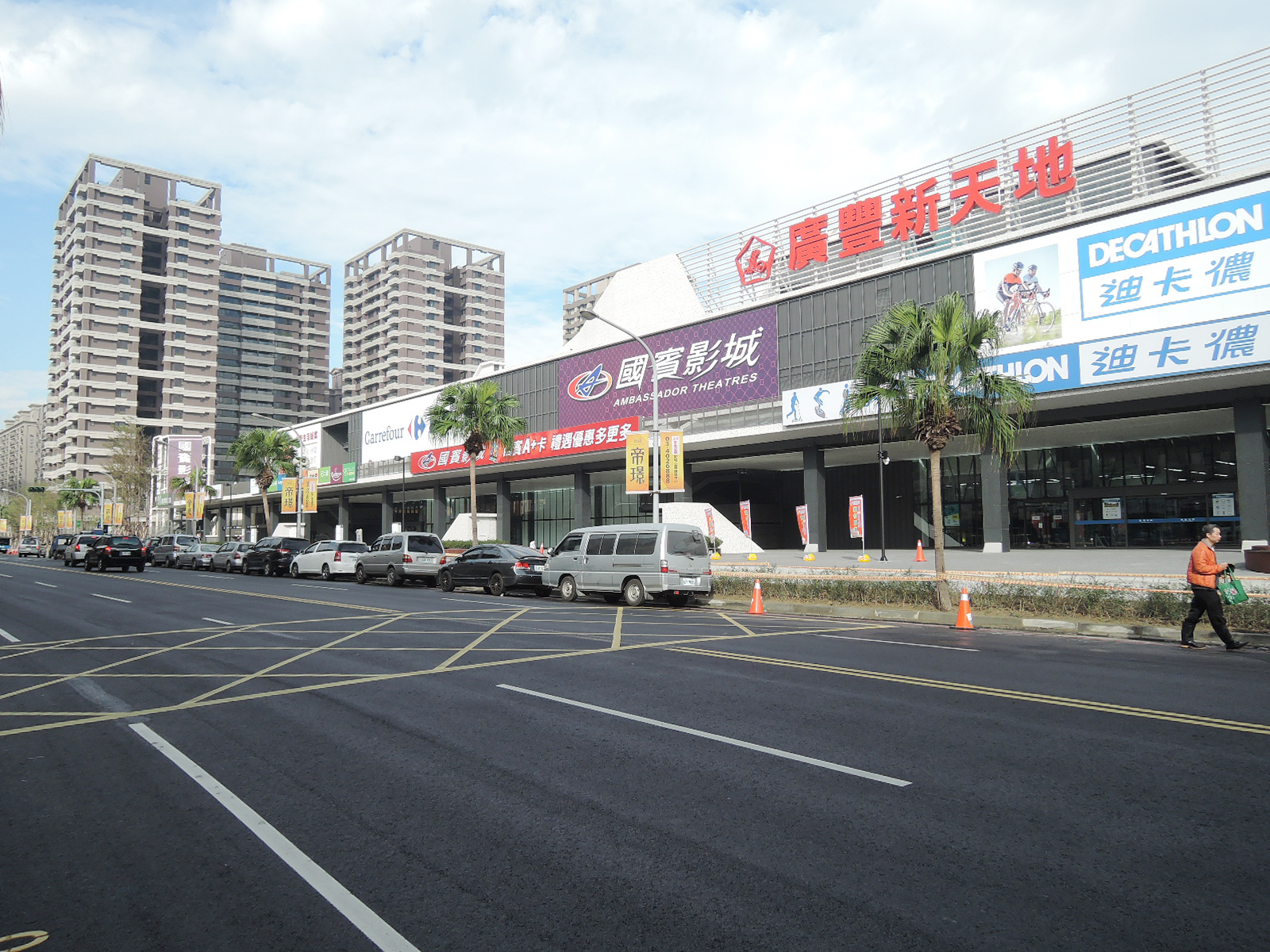
廣豐新天地時期（2016年）

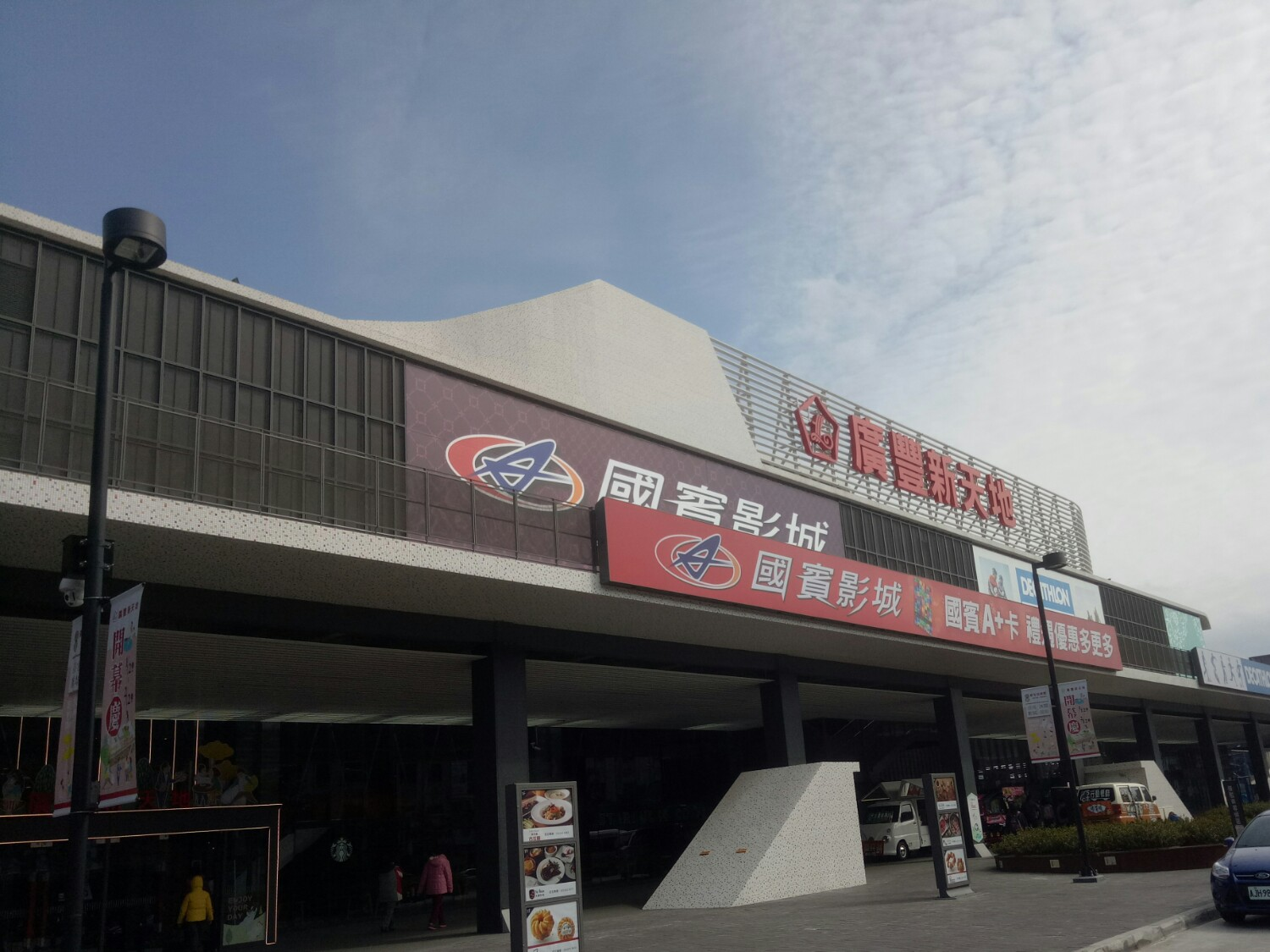
廣豐新天地時期（2017年）

商場原址為廣豐實業的紡織廠—廣豐實業創立於1968年，生產「來福牌」毛巾，隨著產業環境變遷、紡織業逐漸沒落，因而轉往其他事業發展。2003年，廣豐實業成立「寶豐資產管理股份有限公司」，進行廣豐自辦重劃區與工商綜合區的開發。
廣豐紡織廠土地進行都市計畫變更土地使用分區（自工業區變更為住宅區、工商綜合專用區及公共設施用地如道路、公園等）後，採自辦市地重劃方式進行開發，其中工商綜合區土地斥資30億元用以興建廣豐新天地商場，商場於2013年下半年取得建照，2014年開始興建，2016年完工，同年12月22日「廣豐新天地」（KWONG FONG PLAZA）試營運，2017年1月12日正式開業。
2020年10月23日，國泰人壽以新臺幣46.8億元，向上市公司廣豐實業子公司—寶豐資產管理公司，買下「廣豐新天地」商場，原擬由廣豐售後回租，最後採取直接賣斷方式交易，商場由國泰人壽接手經營，原預計擴充樓地板面積約2,160坪、引進醫療產業的第二期開發計畫也因商場易主而中止。

#### 2020年-現況
- 2021年11月20日，廣豐新天地更名為「置地生活廣場」（Landmark Life Plaza）。

## 樓層簡介
| 樓層 | 樓層簡介                 |
| ---- | ------------------------ |
| 6F   | 市立兒童美術館（閒置中） |
| 5F   | 市立兒童美術館（閒置中） |
| 3F   | 主題大店                 |
| 2F   | 停車場                   |
| 1F   | 置地生活廣場             |
| B1   | 停車場                   |
| B2   | 家樂福                   |
| B3   | 停車場                   |
| B4   | 停車場                   |

## 週邊
- 廣豐公園
- 桃園大圳
- 特力屋八德店
- 大湳市場

## 外部連結
- （繁體中文）置地生活廣場 八德 （页面存档备份，存于）
- 置地生活廣場 八德的Facebook專頁
- 置地生活廣場 八德的Instagram帳戶